# 圭亞那地理

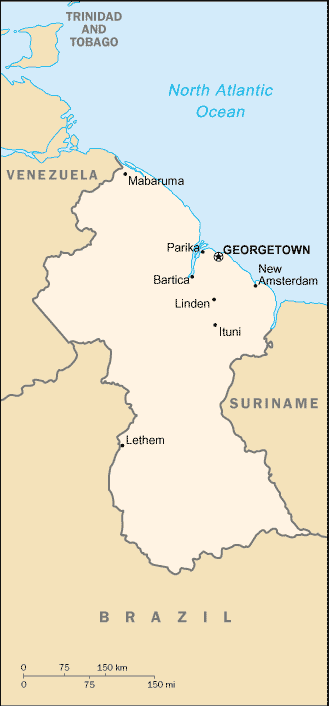
圭亞那地圖

圭亞那位於南美洲北部，是加勒比南美洲的一部份。臨大西洋。圭亞那地處委內瑞拉和蘇里南之間，國土面積214,970平方公里。圭亞那介於北緯1度至9度，西經56至62度之間。北部有430公里長的海岸線。國土可分為三個區域。人口和大多數開發多集中在沿海地區。圭亞那大多數地區都是熱帶氣候。